# Har Nezer
Har Nezer (hebrejsky: הר נזר) je hora o nadmořské výšce 760 metrů a přírodní rezervace v Izraeli, v pohoří Naftali v Horní Galileji.
Leží cca 2 kilometry jižně od vesnice Manara nedaleko od lokální silnice 886. Je zahrnuta do přírodní rezervace Har Nezer o rozloze 90 dunamů (9 hektarů) s cennou populací květin. Nachází se tu i vyhlídka na Chulské údolí.
Podle jiného pramene má přírodní rezervace rozlohu 151 dunamů (15,1 hektarů). Byla vyhlášena roku 1971. Kromě místní flóry je zde také jeskyně.